# ノーザンライト・スープレックス

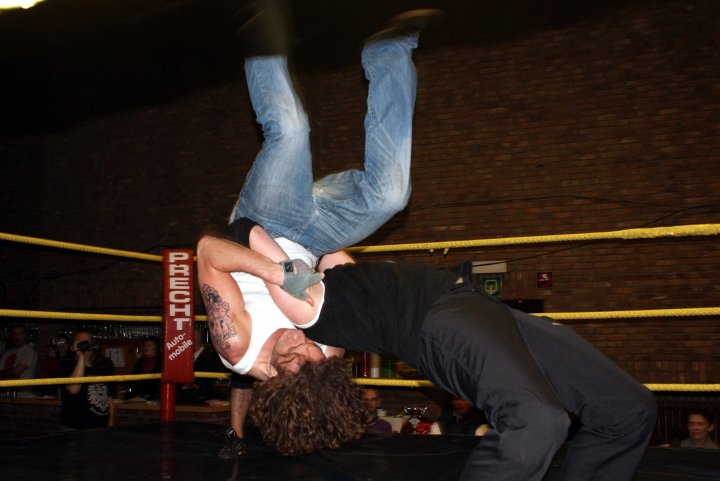
ノーザンライト・スープレックス

ノーザンライト・スープレックス（Northern Lights Suplex）は、プロレス技の一種でスープレックスの一種として扱われている。日本名は北斗原爆固め（ほくとげんばくがため）。

## 概要
馳浩のオリジナル技。自分の頭を相手の腕の下に入れ、正面から相手の腕を抱え込むように腰に手を回し、そのまま後ろに投げる。技名は馳がカルガリー修行時代にオーロラを見た際に技を編み出したことが由来。
他のレスラーも繋ぎ技として使用しているが、その場合はオリジナルとは違い、相手の両腕を抱え込まないで後方へと反り投げることが多い。この場合は受身を取るのが容易であり、空いた片腕で相手の腹をパンチしてフォールから逃れられるため、フィニッシュ・ホールドには結びつきにくい。

## 主な使用者
- 馳浩
- 秋山準
- 中西学
- 西村修
- 永田裕志
- 真壁刀義
- 里歩
- 中島翔子
- 飯田沙耶
- ジョー・マレンコ
- ディーン・マレンコ

## 派生技

### リストクラッチ・ノーザンライト・スープレックス
ミスター雁之助のオリジナル技。向かい合った相手の右脇を頭に潜り込ませて相手の右腕の外側に自身の左腕を左腕の外側に右腕を回し、相手の左腕を背中から両手で掴み、後方へと反り投げる。

### スコティッシュ・ノーザンライト・スープレックス
ケイ・リー・レイのオリジナル技。向かい合った相手の左脇に頭を潜り込ませて相手の背中に左腕を回し、胴を抱え込み、相手の左腿の付け根のあたりに右手を添えて後方へと反り投げる。